# Episodi di Doraemon (serie animata 1979) (diciannovesima stagione)
Questa è la lista degli episodi della diciannovesima stagione dell'anime 1979 di Doraemon.

## Episodi
| Nº   | Giapponese 「Kanji」 - Rōmaji                       | In onda           | In onda |
| Nº   | Giapponese 「Kanji」 - Rōmaji                       | Giapponese        |         |
| 1375 | 「きせかえ作戦」 - Kise ka e sakusen                | 10 gennaio 1997   |         |
| 1376 | 「危機一髪ヘルメット」 - Kikiippatsu herumetto      | 17 gennaio 1997   |         |
| 1377 | 「ミステリー・スゴロク」 - Misuterī sugoroku        | 24 gennaio 1997   |         |
| 1378 | 「明日にかける橋」 - Ashita ni kakeru hashi         | 31 gennaio 1997   |         |
| 1379 | 「チューシン倉」 - Chūshin kura                     | 7 febbraio 1997   |         |
| 1380 | 「雪だるまドラ太郎」 - Yukidaruma Doratarō          | 14 febbraio 1997  |         |
| 1381 | 「キー望ド」 - Kī mochi do                          | 21 febbraio 1997  |         |
| 1382 | 「マンモスが出たぞ！」 - Manmosu ga deta zo!        | 7 marzo 1997      |         |
| 1383 | 「ナスカくん」 - Nasukakun                          | 14 marzo 1997     |         |
| 1384 | 「ママエプロン」 - Mamaepuron                       | 21 marzo 1997     |         |
| 1385 | 「ソノキニナール」 - Sonokinināru                   | 4 aprile 1997     |         |
| 1386 | 「のび太は大リーガー」 - Nobita wa dai rīgā         | 11 aprile 1997    |         |
| 1387 | 「人間機関車」 - Ningenkikansha                     | 25 aprile 1997    |         |
| 1388 | 「キョーメイアンテナ」 - Kyōmeiantena               | 2 maggio 1997     |         |
| 1389 | 「スペシャルカード」 - Supesharukādo                | 9 maggio 1997     |         |
| 1390 | 「ノビータ」 - Nobīta                               | 16 maggio 1997    |         |
| 1391 | 「元気ハツラツパック」 - Genki hatsuratsupakku      | 23 maggio 1997    |         |
| 1392 | 「手相実現セット」 - Tesō jitsugen setto            | 30 maggio 1997    |         |
| 1393 | 「銀河観光馬車ツアー」 - Ginga kankō basha tsuā     | 6 giugno 1997     |         |
| 1394 | 「どこでもグラス」 - Doko demo gurasu               | 13 giugno 1997    |         |
| 1395 | 「のび太は一寸法師」 - Nobita wa issunbōshi         | 20 giugno 1997    |         |
| 1396 | 「ココロで話そう」 - Kokoro de hanasou              | 27 giugno 1997    |         |
| 1397 | 「トロリン」 - Tororin                              | 4 luglio 1997     |         |
| 1398 | 「びっくり変身クッキー」 - Bikkuri henshin kukkī    | 11 luglio 1997    |         |
| 1399 | 「落ちないカミナリ」 - Ochinai Kaminari             | 18 luglio 1997    |         |
| 1400 | 「探し物釣りザオ」 - Sagashi mono tsuri zao         | 25 luglio 1997    |         |
| 1401 | 「水泳やり直し計画」 - Suiei yarinaoshi keikaku     | 1º agosto 1997    |         |
| 1402 | 「バルーンシューズ」 - Barūnshūzu                   | 8 agosto 1997     |         |
| 1403 | 「そこだけスポット」 - Soko dake supotto            | 15 agosto 1997    |         |
| 1404 | 「格闘家バッテリー」 - Kakutō-ka batterī            | 22 agosto 1997    |         |
| 1405 | 「のび太彗星」 - Nobita suisei                      | 29 agosto 1997    |         |
| 1406 | 「アマイワト」 - Amaiwato                           | 5 settembre 1997  |         |
| 1407 | 「感動の名場面」 - Kandō no mei bamen               | 12 settembre 1997 |         |
| 1408 | 「プリーズカード」 - Purīzukādo                     | 19 settembre 1997 |         |
| 1409 | 「何でもなる木セット」 - Nani demo naru ki setto    | 26 settembre 1997 |         |
| 1410 | 「とびだしライト」 - Tobidashi raito                | 17 ottobre 1997   |         |
| 1411 | 「コピーロボット」 - Kopīrobotto                    | 24 ottobre 1997   |         |
| 1412 | 「アニメスプレー」 - Animesupurē                    | 31 ottobre 1997   |         |
| 1413 | 「おもしろ 特ダネビデオ」 - Omoshiro tokudane bideo | 7 novembre 1997   |         |
| 1414 | 「ボクを止めるのび太」 - Boku o tomeru Nobita       | 14 novembre 1997  |         |
| 1415 | 「声だけタイムマシン」 - Koe dake taimumashin       | 21 novembre 1997  |         |
| 1416 | 「プラモが大脱走」 - Puramo ga dai dassō            | 28 novembre 1997  |         |
| 1417 | 「四次元キャッチャー」 - Shi-jigen kyatchā          | 5 dicembre 1997   |         |
| 1418 | 「キャンディでしつけよう」 - Kyandi de shitsukeyou  | 12 dicembre 1997  |         |
| 1419 | 「夢幻プラネタリウム」 - Mugen puranetariumu        | 19 dicembre 1997  |         |

## Speciali
| Nº  | Giapponese 「Kanji」 - Rōmaji - Traduzione letterale                                       | In onda          | In onda  |
| Nº  | Giapponese 「Kanji」 - Rōmaji - Traduzione letterale                                       | Giapponese       | Italiano |
| S83 | 「ほしい人アロー」 - Hoshī hito arō – "La freccia "trova""                                 | 28 febbraio 1997 | inedito  |
| S84 | 「セワシくんの家出」 - Sewashi-kun no iede – "La fuga di Sewashi"                          | 29 marzo 1997    | inedito  |
| S85 | 「宝星探査ロケット」 - Takaraboshi tansa roketto – "Il razzo esplorativo "Treasure Star"!" | 4 ottobre 1997   | inedito  |
| S86 | 「のび太がスネ夫？」 - Nobita ga Suneotto? – "Nobita, il camuffatore!"                     | 4 ottobre 1997   | inedito  |
| S87 | 「思いでボックス」 - Omoi de bokkusu – "La scatola dei pensieri"                           | 22 dicembre 1997 | inedito  |
| S88 | 「バクハツメイカー」 - Bakuhatsumeikā – "Un produttore"                                    | 22 dicembre 1997 | inedito  |